# Туристичний ваучер
Туристичний ваучер (путівка) - документ, що підтверджує статус особи або групи осіб як туристів, оплату послуг чи її гарантію і є підставою для отримання туристом або групою туристів туристичних послуг. На основі туристичного ваучера індивідуали та туристичні групи приймаються і обслуговуються в Україні, а також вітчизняні туристи за кордоном. Перетин державного кордону України туристами без наявності ваучера не дозволяється.